# Jackson (Mississippi)
Jackson, oficialmente Cidade de Jackson é a capital e a cidade mais populosa do estado do Mississippi, nos Estados Unidos. É sede principal do Condado de Hinds, compartilhando seu poder igualmente com Raymond.

## Toponômio
Jackson recebe esse nome em homenagem a Andrew Jackson que teve um papel fundamental na Batalha de Nova Orleans em 1812, e que mais tarde serviu como presidente do Estados Unidos.

## Geografia
De acordo com o Departamento do Censo dos Estados Unidos, a cidade tem uma área de 294,9 km², dos quais 289,3 km² estão cobertos por terra e 5,5 km² (1,9%) por água.

### Clima
Jackson é quente no verão e fria no inverno e possui uma grande variação entre as temperaturas máximas e mínimas, aproximadamente 11 °C por dia e por mês, o mês mais quente da cidade é julho(27 °C) e o mais frio é janeiro(7 °C). No verão, a temperatura pode atingir 33 °C e podem cair para 20 °C. Apesar de raramente atingir os 40°C, a temperatura mais alta atingiu os 42 °C, no dia 30 de agosto de 2000. Já no inverno, as temperaturas não superam os 13 °C e caem para 2 °C à noite. Apesar de raramente a temperatura ficar abaixo de 0 °C, aconteceu no dia 27 de janeiro de 1940, quando a temperatura caiu para -21 °C, até agora a temperatura mais baixa já registrada na cidade. A temperatura média anual da cidade é 17,75 °C.
Não há um período mais chuvoso e um mais seco, chove moderadamente em todos os meses. A média de chuva por mês é 118,4 mm e no total é 1421 mm.

## Demografia
Jackson foi uma pequena cidade durante grande parte do século XIX. Antes da Guerra Civil, a população de Jackson ainda era pequena, em contraste com as cidades ao longo do rio Mississippi, carregado comercialmente. Apesar da cidade ter o status de capital do estado, o censo de 1850 contou apenas 1 881 residentes, e em 1900 a população de Jackson ainda era inferior a 8 mil habitantes. Apesar de expandir-se rapidamente, durante este período, Meridian tornou-se a maior cidade do Mississippi, com base no comércio, fabricação e acesso ao transporte por via férrea e rodoviária.
No início do século XX Jackson teve suas maiores taxas de crescimento, mas ainda ficou em segundo lugar, atrás Meridian. Em 1944, a população de Jackson aumentou para cerca de 70 mil habitantes e tornou-se a maior cidade do estado. Mantém sua posição, alcançando a sua população máxima no censo de 1980 com mais de 200 mil habitantes na cidade. 
Desde então, Jackson tem visto um declínio constante em sua população, enquanto seus subúrbios tiveram um "boom". Essa mudança ocorreu em parte devido ao vôo branco, que é a migração em larga escala de pessoas de ascendências europeias de centros urbanos racialmente misturados para regiões suburbanas mais racialmente homogêneas, e também devido a tendência de suburbanização nacional, na qual os residentes mais ricos mudam-se para novas habitações. Este declínio desacelerou na primeira década do século XXI.
Desde 1900, o crescimento populacional médio, a cada dez anos, é de 36,4%.

### Censo 2020
Segundo o censo nacional de 2020, a sua população é de 153 701 habitantes e sua densidade populacional é de 531,2 hab/km². Houve um decréscimo populacional na última década de -11,4%, bem acima do decréscimo estadual de -0,2%. Continua a ser a cidade mais populosa do estado, embora venha perdendo população nos últimos 30 anos, e a 170ª mais populosa do país.
Possui 75 173 residências que resulta em uma densidade de 259,8 residências/km² e um aumento de 0,9% em relação ao censo anterior. Deste total, 14,7% das unidades habitacionais estão desocupadas. A média de ocupação é de 2,4 pessoas por residência.

### Censo 2010

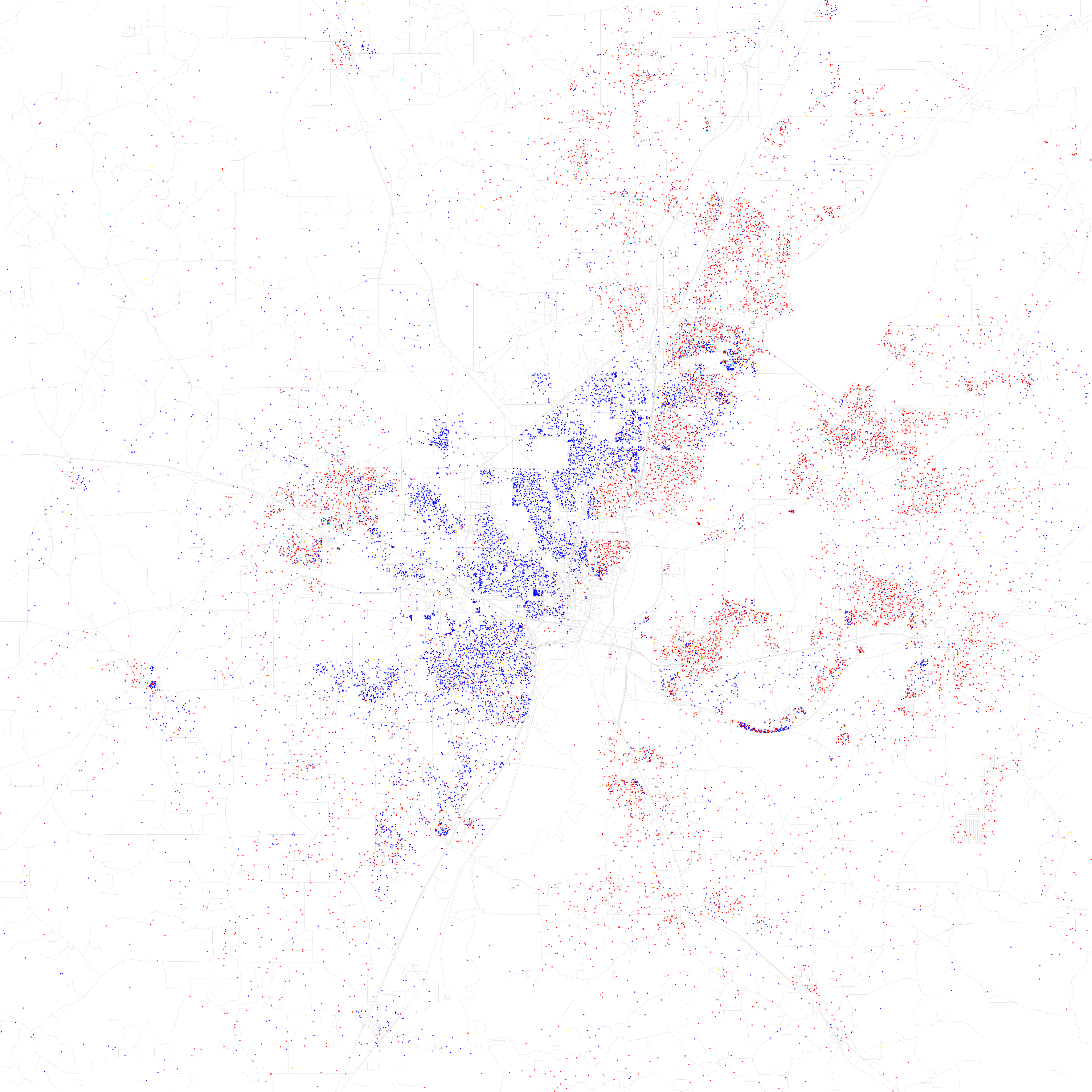
Mapa da distribuição racial em Jackson (Censo dos EUA de 2010). Cada ponto é de 25 pessoas: branco (vermelho), negro(azul), asiático(verde), hispânico (laranja) ou outro (amarelo)

De acordo com o censo nacional de 2010, havia 173 514 pessoas e 62 400 casas. A densidade populacional era de 1 532,4 hab/km². Segundo a estimativa de 2019, Jackson conta com 169 148 habitantes.
Em 2012, a WAPT publicou um artigo sobre a população de Jackson, que deverá crescer após um declínio de 30 anos. Em um padrão típico de muitas cidades mais antigas, a população de Jackson diminuiu enquanto seus subúrbios cresciam. 
Algumas pessoas esperam que esse padrão mude, observando as preferências renovadas das pessoas para bairros mais densos, amenidades da cidade e outras atrações. Das pessoas que se deslocam para a cidade, cerca de 60% pertenciam a condados de Rankin e Madison e escolheram retornar à cidade, desses 30% eram do sexo feminino, e 33% por cento eram afro-americanos. Jackson é 10° cidade com maior concentração de casais afro-americanos do mesmo sexo.

## Indústrias
Jackson é o lar de várias grandes indústrias, sobretudo da produção de equipamentos e máquinas elétricas, alimentos processados e produtos metálicos. A área ao redor apoia o desenvolvimento agrícola de gado, soja, algodão e aves.

## Infraestrutura

### Saúde
Jackson possui cerca de 69 hospitais e centros médicos.

#### Hospitais Renomados
- Mississippi Baptist Medical Center
- St. Dominic Hospital
- University of Mississippi Medical Center
- Merit Health Woman's Hospital
- Merit Health River Oaks

### Educação
Jackson é o lar da sede internacional de Phi Theta Kappa, uma sociedade de honra para estudantes matriculados em faculdades de apenas dois anos. É também o lar do maior HBCU no Mississipi e da única universidade de pesquisa de doutorado na região com a Jackson State University.

#### Colégios e Universidades
- Antonelli College (1947)
- Belhaven University (1883)
- Hinds Community College's
- Jackson State University (1877)
- Millsaps College (1890)
- Mississippi College (1826)
- Mississippi College School of Law (1930)
- Reformed Theological Seminary (1966)
- Tougaloo College (1869)
- University of Mississippi Medical Center (1955), campus de ciências de saúde da Universidade do Mississippi
- Virginia College (1983)
- Wesley Biblical Seminary (1974)

### Transporte

#### Aeroportos
É servido pelo Aeroporto Internacional Jackson-Evers, que recebeu uma proposta de votação no dia 22 de dezembro de 2004, e a decisão entrou em vigor no dia 22 de dezembro de 2005 para dar o nome do Aeroporto em homenagem a Medgar Evers, líder dos direitos civis e secretário de campo do Mississipi. O aeroporto é servido por três operadoras (American, Delta e United), e no verão de 2014 perdeu o serviço da operadora Southwest Airlines.
Está em andamento o projeto do Aeroporto Parkway, e a aquisição de direito de passagem está em andamento com um custo estimado em 19 milhões de dólares.
A Comissão do Aeroporto Parkway é composta pelo prefeito de Jackson e pelos prefeitos de outras duas cidades, Pearl e Flowood, visto que o aeroporto percorrerá e terá acesso à ambas.

## Parques
- Battlefield Park
- Grove Park
- LeFleur's Bluff State Park
- Parham Bridges Park
- Sheppard Brothers Park
- Smith Park
- Sykes Park

## Marcos históricos
O Registro Nacional de Lugares Históricos lista 68 marcos históricos em Jackson, dos quais cinco são Marcos Históricos Nacionais. O primeiro marco foi designado em 25 de novembro de 1969 e o mais recente em 23 de fevereiro de 2021. O Capitólio Estadual do Mississippi é um dos marcos da cidade.